# Flagge der Krimtataren
Die Flagge der Krimtataren (krimtatarisch Qırım bayrağı) ist seit 1917 die Nationalflagge der Krimtataren, des größten indigenen Volks der Krim. Seit der Annexion der Krim 2014 gilt diese Flagge als Symbol des Kampfes für die Rechte des indigenen Volkes der Krim, für die Befreiung der Halbinsel von der russischen Besatzung sowie für die Wiederherstellung der territorialen Integrität der Ukraine. Der Tag der Nationalflagge der Krimtataren wird am 26. Juni begangen.

## Beschreibung

Seitenverhältnis der Flagge der Krimtataren

Die Nationalflagge der Krimtataren ist eine himmelblaue Flagge mit dem goldenen Wappensymbol Taraq-Tamga (krimtatarisch taraq tamğa,  ukrainisch герб-гребінь) in der oberen linken Ecke.
| Схема    | Blau          | Gelb          |
| -------- | ------------- | ------------- |
| Pantone  | PANTONE 298 C | PANTONE 012 C |
| RGB      | 65, 182, 230  | 255, 215, 0   |
| CMYK     | 65, 3, 0, 0   | 0, 2, 100, 0  |
| Webfarbe | #41b6e6       | #ffd700       |

## Geschichte
Die hellblaue Farbe, eine traditionelle Farbe der Turkvölker, wurde bereits auf den Fahnen des Krimkhanats verwendet. Das Wappensymbol Tarak-Tamga ist ein Stammeszeichen der Giray-Dynastie, des Herrschergeschlechts des Krimkhanats.
Die Flagge wurde 1917 nach der Februarrevolution auf dem ersten Kurultay des krimtatarischen Volkes als Nationalflagge angenommen. Zu Sowjetzeiten, als das krimtatarische Volk Repressionen ausgesetzt war, wurde die Flagge nicht verwendet. Nach der Deportation der Krimtataren im Jahr 1944 war die Flagge an den Orten des Exils ebenso verboten wie jede Erwähnung der Krim und der Verbindung der Krimtataren zu ihrer historischen Heimat. Der zweite Kurultay des krimtatarischen Volkes am 30. Juni 1991 bestätigte den Status der Flagge als nationales Symbol.